# Dante Majorana
Dante Majorana Calatabiano (Catania, 25 maggio 1874 – Catania, 11 maggio 1955) è stato un giurista e politico italiano.

## Biografia
Dante Majorana apparteneva alla famiglia Majorana Calatabiano dalla quale uscirono numerose personalità che si distinsero in campo scientifico e politico nel diciannovesimo e nel ventesimo secolo. Suo padre Salvatore fu un illustre economista nominato senatore del Regno d'Italia. Fu fratello di Giuseppe, Angelo, Quirino, Fabio, Elvira ed Emilia, nonché zio di Ettore, il fisico teorico scomparso misteriosamente nel 1938.
Nel 1904 sposò Sara Amato (1884-1968), dalla quale ebbe quattro figli: Salvatore (1905-1990), Angelo, Vittoria e Claudio (1912-1984).
Dante Majorana fu ordinario di diritto amministrativo all'Università degli Studi di Catania dal 1931; diventò preside della facoltà di economia dal 1943 al 1944 e rettore dell'Università di Catania dal 1944 al 1947. Come i fratelli, svolse attività politica e fu più volte consigliere comunale e assessore alle finanze di Catania. Fu inoltre deputato della XXVII legislatura del Regno d'Italia, eletto alle elezioni del 1924 nella circoscrizione Sicilia per la Lista Nazionale.